# Liste des municipalités de l'État du Goiás
Liste des villes de l'État du Goiás, au Brésil. L'État du Goiás, au Brésil compte 246 municipalités (municípios en portugais).

## Municipalités

### A/C
- Abadia de Goiás
- Abadiânia
- Acreúna
- Adelândia
- Água Fria de Goiás
- Água Limpa
- Águas Lindas de Goiás
- Alexânia
- Aloândia
- Alto Horizonte
- Alto Paraíso de Goiás
- Alvorada do Norte
- Amaralina
- Americano do Brasil
- Amorinópolis
- Anápolis
- Anhanguera
- Anicuns
- Aparecida de Goiânia
- Aparecida do Rio Doce
- Aporé
- Araçu
- Aragarças
- Aragoiânia
- Araguapaz
- Arenópolis
- Aruanã
- Aurilândia
- Avelinópolis

- Baliza
- Barro Alto
- Bela Vista de Goiás
- Bom Jardim de Goiás
- Bom Jesus de Goiás
- Bonfinópolis
- Bonópolis
- Brazabrantes
- Britânia
- Buriti Alegre
- Buriti de Goiás
- Buritinópolis

- Cabeceiras
- Cachoeira Alta
- Cachoeira de Goiás
- Cachoeira Dourada
- Caçu
- Caiapônia
- Caldas Novas
- Caldazinha
- Campestre de Goiás
- Campinaçu
- Campinorte
- Campo Alegre de Goiás
- Campo Limpo de Goiás
- Campos Belos
- Campos Verdes
- Carmo do Rio Verde
- Castelândia
- Catalão
- Caturaí
- Cavalcante
- Ceres
- Cezarina
- Chapadão do Céu
- Cidade Ocidental
- Cocalzinho de Goiás
- Colinas do Sul
- Córrego do Ouro
- Corumbá de Goiás
- Corumbaíba
- Cristalina
- Cristianópolis
- Crixás
- Cromínia
- Cumari

### D/L
- Damianópolis
- Damolândia
- Davinópolis
- Diorama
- Divinópolis de Goiás
- Doverlândia

- Edealina
- Edéia
- Estrela do Norte

- Faina
- Fazenda Nova
- Firminópolis
- Flores de Goiás
- Formosa
- Formoso

- Gameleira de Goiás
- Goianápolis
- Goiandira
- Goianésia
- Goiânia (capitale de l'État du Goiás)
- Goianira
- Goiás
- Goiatuba
- Gouvelândia
- Guapó
- Guaraíta
- Guarani de Goiás
- Guarinos

- Heitoraí
- Hidrolândia
- Hidrolina

- Iaciara
- Inaciolândia
- Indiara
- Inhumas
- Ipameri
- Ipiranga de Goiás
- Iporá
- Israelândia
- Itaberaí
- Itaguari
- Itaguaru
- Itajá
- Itapaci
- Itapirapuã
- Itapuranga
- Itarumã
- Itauçu
- Itumbiara
- Ivolândia

- Jandaia
- Jaraguá
- Jataí
- Jaupaci
- Jesúpolis
- Joviânia
- Jussara

- Lagoa Santa
- Leopoldo de Bulhões
- Luziânia

### M/R
- Mairipotaba
- Mambaí
- Mara Rosa
- Marzagão
- Matrinchã
- Maurilândia
- Mimoso de Goiás
- Minaçu
- Mineiros
- Moiporá
- Monte Alegre de Goiás
- Montes Claros de Goiás
- Montividiu
- Montividiu do Norte
- Morrinhos
- Morro Agudo de Goiás
- Mossâmedes
- Mozarlândia
- Mundo Novo
- Mutunópolis

- Nazário
- Nerópolis
- Niquelândia
- Nova América
- Nova Aurora
- Nova Crixás
- Nova Glória
- Nova Iguaçu de Goiás
- Nova Roma
- Nova Veneza
- Novo Brasil
- Novo Gama
- Novo Planalto

- Orizona
- Ouro Verde de Goiás
- Ouvidor

- Padre Bernardo
- Palestina de Goiás
- Palmeiras de Goiás
- Palmelo
- Palminópolis
- Panamá
- Paranaiguara
- Paraúna
- Perolândia
- Petrolina de Goiás
- Pilar de Goiás
- Piracanjuba
- Piranhas
- Pirenópolis
- Pires do Rio
- Planaltina
- Pontalina
- Porangatu
- Porteirão
- Portelândia
- Posse
- Professor Jamil

- Quirinópolis

- Rialma
- Rianápolis
- Rio Quente
- Rio Verde
- Rubiataba

### S/V
- Sanclerlândia
- Santa Bárbara de Goiás
- Santa Cruz de Goiás
- Santa Fé de Goiás
- Santa Helena de Goiás
- Santa Isabel
- Santa Rita do Araguaia
- Santa Rita do Novo Destino
- Santa Rosa de Goiás
- Santa Tereza de Goiás
- Santa Terezinha de Goiás
- Santo Antônio da Barra
- Santo Antônio de Goiás
- Santo Antônio do Descoberto
- São Domingos
- São Francisco de Goiás
- São João d'Aliança
- São João da Paraúna
- São Luís de Montes Belos
- São Luís do Norte
- São Miguel do Araguaia
- São Miguel do Passa Quatro
- São Patrício
- São Simão
- Senador Canedo
- Serranópolis
- Silvânia
- Simolândia
- Sítio d'Abadia

- Taquaral de Goiás
- Teresina de Goiás
- Terezópolis de Goiás
- Três Ranchos
- Trindade
- Trombas
- Turvânia
- Turvelândia

- Uirapuru
- Uruaçu
- Uruana
- Urutaí

- Valparaíso de Goiás
- Varjão
- Vianópolis
- Vicentinópolis
- Vila Boa
- Vila Propício

## Sources
- Infos supplémentaires (cartes simple et en PDF, et informations sur l'État).
- Infos sur les municipalités du Brésil
- Liste alphabétique des municipalités du Brésil